# Charles Edward Coffin
Charles Edward Coffin (ur. 18 lipca 1841 w Bostonie, Massachusetts, zm. 24 maja 1912) – amerykański polityk związany z Partią Republikańską. W latach 1894–1897 był przedstawicielem piątego okręgu wyborczego w stanie Maryland w Izbie Reprezentantów Stanów Zjednoczonych.